# Robert Nivelle

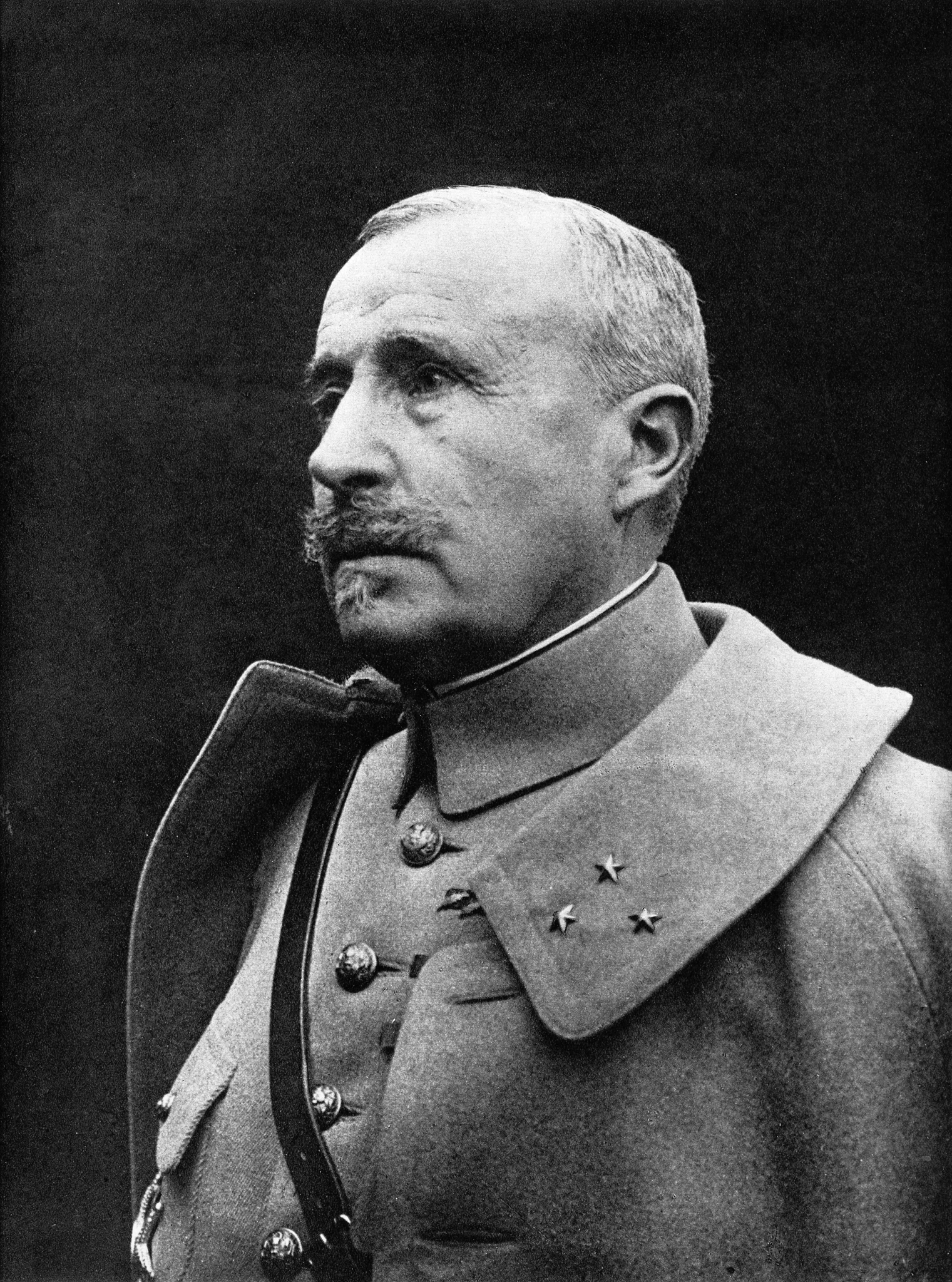
Robert Nivelle trong Chiến tranh thế giới lần thứ nhất

Robert Georges Nivelle (15 tháng 10 1856 – 22 tháng 3 1924) là sĩ quan pháo binh người Pháp và trở thành tổng tham mưu trưởng quân đội Pháp trong cuộc Chiến tranh thế giới lần thứ nhất từ năm 1916 đến năm 1917.
Nivelle sinh tại Tulle, Pháp, có cha là người Pháp và mẹ là người Anh. Ông tốt nghiệp trường cao đẳng vào năm 1878 và lần lượt phục vụ quân đội Pháp tại Đông Dương, Algérie và Trung Quốc với tư cách là một sĩ quan pháo binh. Từ 1878 đến 1913, ông được thăng từ chức thiếu uý lên đại tá. Tháng 8 1914, cuộc Chiến tranh thế giới lần thứ nhất bùng nổ. Trong giai đoạn đầu của cuộc chiến, ông lập nhiều công lớn ở Alsace, trận sông Marne lần thứ nhất và trận sông Aisne lần thứ nhất. Ông được thăng lên hàm thiếu tướng và chỉ huy 1 lữ đoàn vào tháng 10 1914 và sau đó là 1 sư đoàn năm 1915. Cuối năm 1915, ông được giao trọng trách chỉ huy 1 quân đoàn.
Năm 1916, Nivelle được điều đến Verdun và tại đây ông đã làm nên tên tuổi của mình bằng việc giúp người Pháp giành lại pháo đài Douaumont và các pháo đài bị quân Đức chiếm trước đó ở Verdun. Thành công này đến từ chiến thuật mới kết hợp giữa bộ binh và pháo binh trong lúc chiến đấu, triển khai những cuộc điều quân chiến thuật phân tán để phá vỡ và len qua những phòng tuyến đối phương. Chiến thuật này của Nivelle dựa trên một tập sách bàn về chiến thuật của Andre Laffarge.
Ý kiến của Nivelle được thủ tướng Pháp lúc đó là Aristide Briand ủng hộ nên vào ngày 13 tháng 12 1916, ông trở thành tổng tham mưu trưởng quân đội Pháp thay thế Joseph Joffre. Nivelle dự tính vào mùa xuân năm 1917 sẽ mở 1 cuộc tấn công lớn để kết thúc chiến tranh. Tuy nhiên người Đức giờ đây đã thiết lập các hệ thống phòng thủ chiều sâu vững chắc vô hiệu hóa các dự tính tấn công của Nivelle. Ngoài ra thông tin về cuộc tấn công cũng bị bại lộ khiến nó mất đi tính bất ngờ.
Ngày 16 tháng 4 1917, chiến dịch Nivelle bắt đầu. Chiến dịch nhanh chóng thất bại thảm hại nhưng Nivelle vẫn ngoan cố ra lệnh quân Pháp tiếp tục chiến đấu cho đến khi quân Pháp bắt đầu nổi loạn. Lúc đầu chỉ là vài cuộc nổi loạn nhỏ, sau đó là các trung đoàn từ chối chiến đấu và cuộc nổi loạn lên đến đỉnh điểm là nhiều toán quân đi xe lửa về Paris khích động dân chúng chống chiến tranh. Ngày 9 tháng 5, chiến dịch Nivelle kết thúc và quân đội Pháp gần như tan rã.
Với thất bại của chiến dịch Nivelle, Nivelle bị cách chức và được thay thế bằng Philippe Pétain vào đầu tháng 5, và Petain đã vực dậy thành công quân đội Pháp. Nivelle được điều đến Bắc Phi vào tháng 12 1917 và ông phục vụ tại đó cho đến khi về hưu vào năm 1921. Ông mất ngày 22 tháng 3 năm 1924, hưởng thọ 68 tuổi.